# Анна Кареніна (фільм, 1935)
«Анна Кареніна» (англ. Anna Karenina) — класичний голлівудський кінофільм, екранізація роману Льва Толстого «Анна Кареніна». Вважається однією з найкращих стрічок Грети Гарбо.
Фільм вийшов на екрани у США 30 серпня 1935 року та у Франції 8 січня 1936 року.

## У ролях
- Грета Гарбо — Анна Кареніна
- Фредрік Марч — Олексій Вронський, коханець Анни
- Морін О'Салліван — Кітті Щербацька
- Фредді Бартолом'ю — Сергій
- Мей Робсон — графиня Вронська, мати Олексія
- Безіл Ретбоун — Олексій Каренін, чоловік Анни
- Реджинальд Оуен — Степан Аркадійович Облонський (Стіва), брат Анни
- Фібі Фостер — Доллі